# Popis astronoma
Popis najbolje poznatih svjetskih astronoma.
Sadržaj: Vrh - 0–9 A B C Č Ć D Dž Đ E F G H I J K L Lj M N Nj O P Q R S Š T U V W X Y Z Ž

## A
- Marc Aaronson (SAD, 1950. – 1987.)
- Viktor Kuzmič Abalakin (Rusija, 1930. – )
- Cleveland Abbe (SAD, 1838. – 1916.)
- Charles Greeley Abbot (SAD, 1872. – 1973.)
- George Ogden Abell (SAD, 1927. – 1983.)
- Antonio Abetti (Italija, 1846. – 1928.)
- Giorgio Abetti (Italija, 1882. – 1982.)
- Kalid Ben Abdulmelik (oko 890. – oko 960.)
- William de Wiveleslie Abney (Engleska, 1843. – 1920.)
- Mark Abraham (SAD.)
- Roberto Abraham (Kanada, 1965. – )
- Abu Mašar (Irak, 787. – 886.)
- Abul Vefa (Iran, 940. – 998.)
- Charles Hitchcock Adams (SAD, 1868. – 1951.)
- John Couch Adams (Engleska, 1819. – 1892.)
- Walter Sydney Adams (SAD, 1876. – 1956.)
- Saul Joseph Adelman (SAD, 1944. – )
- Aflah (Španjolska, * oko 1100. – oko 1160.)
- Aglaonika (Grčka, oko 150. pr. Kr.)
- Agripa (Grčka, oko 40. – oko 110.)
- Eva Ahnert-Rohlfs (Njemačka, 1912. – 1954.)
- Paul Oswald Ahnert (Njemačka, 1897. – 1989.)
- George Biddell Airy (Engleska, 1801. – 1892.)
- Robert Grant Aitken (SAD, 1864. – 1951.)
- Akorej (Rimski imperij, oko 100. pr. Kr. – oko 30. pr. Kr.)
- Albatani (Irak, 850. – 929.)
- Vladimir Aleksandrovič Albicki (Rusija, 1891. – 1952.)
- Carl Theodor Albrecht (Njemačka, 1843. – 1915.)
- Charles Roger Alcock (SAD, 1951. – )
- George Eric Deacon Alcock (Engleska, 1912. – 2000.)
- Harold Lee Alden (SAD, 1890. – 1964.)
- Al-Fazari (Irak, oko 735. – 806.)
- Al-Hvarizmi (Hiva, Abasidski Kalifat, 780. – 850.)
- Abdurahman Ali Sufi (Iran, 903. – 986.)
- Al-Kudžandi (Tadžikistan, oko 940. – 1000.)
- Lawrence Hugh Aller (SAD, 1913. – 2003.)
- Jacques d'Allonville de Louville (Francuskoj, 1671. – 1732.)
- Dinsmore Alter (SAD, 1888. – 1968.)
- Jeff Thomas Alu (SAD.)
- Viktor Amazaspovič Ambarcumjan (Armenija, 1908. – 1996.)
- Giovanni Battista Amici (Italija, 1786. – 1863.)
- Anaksimander (Grčka, oko 609. pr. Kr. – 545. pr. Kr.)
- John August Anderson (SAD, 1876. – 1959.)
- Thomas David Anderson (Škotska, 1853. – 1932.)
- Leif Erland Andersson (Švedska, 1944. – 1979.)
- Andronik (Grčka, oko 100. pr. Kr.)
- James Roger Prior Angel (SAD, 1941. – )
- Anders Jonas Ångström (Švedska, 1814. – 1874.)
- Eugène Michel Antoniadi (Francuskoj, 1870. – 1944.)
- Pierre Antonini (Francuskoj.)
- Peter Apian (Njemačka, 1495. – 1557.)
- Apolonij (Pergeja, 265. pr. Kr. – 170. pr. Kr.)
- François Jean Dominique Arago (Francuskoj, 1786. – 1853.)
- Arat (Grčka, 315. pr. Kr. – 240. pr. Kr.)
- Sylvain Julien Victor Arend (Luksemburg, Belgija, 1902. – 1992.)
- Friedrich Wilhelm August Argelander (Njemačka, 1799. – 1875.)
- Arhimed (Sirakuze, 287. pr. Kr. – 212. pr. Kr.)
- Arhit (Grčka, 428. pr. Kr. – 347. pr. Kr.)
- Aristarh (Grčka, 310. pr. Kr. – oko 230. pr. Kr.)
- Aristil (Grčka, oko 300. pr. Kr. – oko 230. pr. Kr.)
- Halton Christian Arp (SAD, 1927. – 2013.)
- Svante August Arrhenius (Švedska, 1859. – 1927.)
- Aryabhata I. Starejši (Indija, 476. – 550.)
- Gorju Asada (Japan, 1734. – 1799.)
- Giuseppe Asclepi (Italija, 1706. – 1776.)
- Joseph Ashbrook (SAD, 1918. – 1980.)
- Erik Ian Asphaug (SAD.)
- Petrus Astronomus (Švedska, ????. – po 1513.)
- Atal Rodoški (Grčka, oko 150. pr. Kr.)
- Arthur Georg Friedrich Julius von Auwers (Njemačka, 1838. – 1915.)
- Adrien Auzout (Francuskoj, 1622. – 1691.)
- Avtolik (Grčka, oko 360. pr. Kr. – oko 295. pr. Kr.)
- David Axon (Engleska, 1951. – 2012.)

## B
- Walter Baade (Njemačka, SAD, 1893. – 1960.)
- Harold Delos Babcock (SAD, 1882. – 1968.)
- Horace Welcome Babcock (SAD, 1912. – 2003.)
- Jacques Babinet (Francuskoj, 1794. – 1872.)
- Johan Oskar Backlund (Švedska, Rusija, 1846. – 1916.)
- Ibn Badža (Španjolska, 1095. – 1138.)
- John Norris Bahcall (SAD, 1934. – 2005.)
- Solon Irving Bailey (SAD, 1854. – 1931.)
- Édouard Benjamin Baillaud (Francuskoj, 1848. – 1934.)
- Jean Sylvain Bailly (Francuskoj, 1736. – 1793.)
- Francis Baily (Engleska, 1774. – 1844.)
- John Bainbridge (Engleska, 1582. – 1643.)
- James Gilbert Baker (SAD, 1914. – 2005.)
- Fernand Baldet (Francuskoj, 1885. – 1964.)
- John Evan Baldwin (Engleska, 1934. – )
- Sallie Baliunas (SAD.)
- Loren C. Ball (SAD, 1947. – )
- Tadeusz Banachiewicz (Poljska, 1882. – 1954.)
- Odette Bancilhon (Francuskoj.)
- Benjamin Banneker (SAD, 1731. – 1806.)
- Vainu Bappu (Indija, 1927. – 1982.)
- Amy Barger (SAD, 1971. – )
- Edward Emerson Barnard (SAD, 1857. – 1923.)
- Bodo Baschek (Njemačka, 1935. – )
- Johann Bayer (Njemačka, 1572. – 1625.)
- Carlyle Smith Beals (Kanada, 1899. – 1979.)
- Antonín Bečvář (Slovačka, 1901. – 1965.)
- Wilhelm Wolff Beer (Njemačka, 1797. – 1850.)
- Sergej Ivanovič Beljavski (Rusija, 1883. – 1953.)
- Igor Vladimirovič Belkovič (Rusija, 1904. – 1949.)
- Aristarh Apolonovič Belopolski (Rusija, 1854. – 1934.)
- Graham E. Bell (SAD.)
- Susan Jocelyn Bell Burnell, (Združeno kraljestvo, 1943. – )
- Ivo Benko (Hrvatska, 1851. – 1903.)
- John Caister Bennett (Južna Afrika, 1914. – 1990.)
- Carl Östen Emanuel Bergstrand (Švedska, 1873. – 1948.)
- Edward Bernard (Engleska, 1638. – 1696.)
- Berosus (Babilonija, oko 310. pr. Kr. – oko 240. pr. Kr.)
- Friedrich Wilhelm Bessel (Njemačka, 1784. – 1846.)
- John Bevis (Engleska, 1695. – 1771.)
- Bhaskara (Indija, 1114. – 1185.)
- Giuseppe Biancani (Italija, 1566. – 1624.)
- Francesco Bianchini (Italija, 1662. – 1729.)
- Wilhelm von Biela (Austrija, 1782. – 1856.)
- Ludwig Franz Benedict Biermann (Njemačka, 1907. – 1986.)
- Camille Guillaume Bigourdan (Francuskoj, 1851. – 1932.)
- Jacques Philippe Marie Binet (Francuskoj, 1786. – 1856.)
- Bion Abderski (Grčka, oko 430. pr. Kr. – oko 360. pr. Kr.)
- Jean-Baptiste Biot (Francuskoj, 1774. – 1862.)
- John Birmingham (Irska, 1816. – 1884.)
- Al-Biruni (Gasna, 973. – 1048.)
- Al-Bitrudži (Španjolska, oko 1130. – 1204.)
- Adriaan Blaauw (Nizozemska, 1914. – 2010.)
- Mary Adela Blagg (Engleska, 1858. – 1944.)
- Roger David Blandford (Engleska, 1949. – )
- Jean-Jacques Blanpain (Francuskoj, 1777. – 1843.)
- Sergej Nikolajevič Blažko (Rusija, 1870. – 1956.)
- Nathaniel Bliss (Engleska, 1700. – 1764.)
- Andrea Boattini (Italija, 1969. – )
- Nikolaj Fjodorovič Bobrovnikov (Rusija, SAD, 1896. – 1988.)
- Johann Elert Bode (Njemačka, 1747. – 1826.)
- Mirko Daniel Bogdanić, (Hrvatska, Mađarska, 1762. – 1802.)
- Karl Petrus Theodor Bohlin (Švedska, 1860. – 1939.)
- Alfred Bohrmann (Njemačka, 1904. – 2000.)
- Bart Jan Bok (Nizozemska, 1906. – 1983.)
- Charles Thomas Bolton (SAD, 1943. – )
- John Gatenby Bolton (Engleska, Australija, 1922. – 1993.)
- George Phillips Bond (SAD, 1826. – 1865.)
- William Cranch Bond (SAD, 1789. – 1859.)
- Thomas Bopp (SAD, 1949. – )
- Jean Charles de Borda (Francuskoj, 1733. – 1799.)
- Giovanni Alfonso Borelli (Italija, 1608. – 1679.)
- Freimut Börngen (Njemačka, 1930. – )
- Alphonse Louis Nicolas Borrelly (Francuskoj, 1842. – 1926.)
- Georg Matthias Bose (Njemačka, 1710. – 1761.)
- Benjamin Boss (SAD, 1880. – 1970.)
- Lewis Boss (SAD, 1846. – 1912.)
- Ruđer Josip Bošković (Dalmacija, 1711. – 1787.)
- Pierre Bouguer (Francuskoj, 1698. – 1758.)
- Alexis Bouvard (Francuskoj, 1767. – 1843.)
- Edward L. G. Bowell (SAD, 1943. – )
- Nathaniel Bowditch (SAD, 1773. – 1838.)
- Ira Sprague Bowen (SAD, 1898. – 1973.)
- Louis Boyer (Francuskoj, 1901. – 1999.)
- Ronald Newbold Bracewell (Australija, SAD, 1921. – )
- William Ashley Bradfield (Novi Zeland, 1927. – 2014.)
- James Bradley (Engleska, 1693. – 1762.)
- Tycho Brahe (Danska, 1546. – 1601.)
- Brahmagupta (Indija, 598. – 668.)
- Alexis Brandeker (Švedska, 1974. – )
- John Alfred Brashear (SAD, 1840. – 1920.)
- Fjodor Aleksandrovič Bredihin (Rusija, 1831. – 1904.)
- P. Briault (Francuskoj.)
- John Mortimer Brinkley (Engleska, Irska, 1763. – 1835.)
- Thomas Makdougall Brisbane (Škotska, 1773. – 1860.)
- William Robert Brooks (SAD, 1844. – 1922.)
- Theodor Johan Christian Ambders Brorsen (Danska, 1819. – 1895.)
- Dirk Brouwer (Nizozemska, SAD, 1902. – 1966.)
- John Campbell Brown (Škotska, 1947. – )
- Ernest William Brown (Engleska, SAD, 1866. – 1938.)
- Robert Hanbury Brown (Engleska, 1916. – )
- Donald E. Brownlee (SAD.)
- Albert Brudzewski (Poljska, 1445. – 1497.)
- Franjo Bruna (Hrvatska, Mađarska, 1745. – 1817.)
- William Otto Brunner (Švicarska, 1878. – 1958.)
- Giordano Bruno (Italija, 1548. – 1600.)
- Marc William Buie (SAD, 1958. – )
- Ismael Bullialdus (Francuskoj, 1605. – 1694.)
- Eleanor Margaret Peachey Burbidge (Engleska, 1919. – )
- Geoffrey Ronald Burbidge (Engleska, 1925. – 2010.)
- Bernard Flood Burke (SAD, 1928. – )
- Joost Bürgi (Švicarska, 1552. – 1632.)
- Robert Burnham mlajši (SAD, 1931. – 1993.)
- Sherburne Wesley Burnham (SAD, 1838. – 1921.)
- Schelte John Bus (SAD, 1956. – )
- Ronald Buta (SAD.)
- R. Paul Butler (SAD, 1960. – )

## C
- Niccolò Cacciatore (Italija, 1770. – 1841.)
- Johannes Campanus (Italija, 1220. – 1296.)
- William Wallace Campbell (SAD, 1862. – 1938.)
- Annie Jump Cannon (SAD, 1863. – 1941.)
- Gerolamo Cardano (Italija, 1501. – 1576.)
- Richard Christopher Carrington (Engleska, 1826. – 1875.)
- César-François Cassini de Thury III. (Francuskoj, 1714. – 1784.)
- Giovanni Domenico Cassini I. (Italija, Francuskoj, 1625. – 1712.)
- Jacques Cassini II. (Francuskoj, 1677. – 1756.)
- Jean-Dominique Cassini IV. (Francuskoj, 1748. – 1845.)
- Bonaventura Francesco Cavalieri (Italija, 1598. – 1647.)
- Anders Celsius (Švedska, 1701. – 1744.)
- Magnus Celsius (Švedska, 1621. – 1679.)
- Jean Chacornac (Francuskoj, 1823. – 1873.)
- James Challis (Engleska, 1803. – 1882.)
- Seth Carlo Chandler mlajši (SAD, 1846. – 1913.)
- Subrahmanyan Chandrasekhar (Indija, SAD, 1910. – 1995.)
- Carl Vilhelm Ludwig Charlier (Švedska, 1862. – 1934.)
- Auguste Honoré Charlois (Francuskoj, 1864. – 1910.)
- Jean-Philippe Loys de Chéseaux (Švicarska, 1718. – 1751.)
- Ernst Florens Friedrich Chladni (Njemačka, 1756. – 1827.)
- Henri Chrétien (Francuskoj, 1879. – 1956.)
- William Henry Mahoney Christie (Engleska, 1845. – 1922.)
- James Walter Christy (SAD, 1938. – )
- Nikolaj Vladimirovič Cimmerman (Rusija, 1890. – 1942.)
- Alexis Claude Clairaut (Francuskoj, 1713. – 1765.)
- Alvan Clark (SAD, 1804. – 1887.)
- Alvan Graham Clark (SAD, 1832. – 1897.)
- George Bassett Clark (SAD, 1827. – 1891.)
- Christopher Clavius (Njemačka, Italija, 1538. – 1612.)
- Gerald Maurice Clemence (SAD, 1908. – 1974.)
- Victor Clube (Engleska, 1934. – )
- William Weber Coblentz (SAD, 1873. – 1962.)
- Jérôme Eugène Coggia (Francuskoj, 1849. – 1919.)
- Josep Comas i Solà (Španjolska, 1868. – 1937.)
- Andrew Ainslie Common (Engleska, 1841. – 1903.)
- Leslie John Comrie (Novi Zeland, 1893. – 1950.)
- Pablo Cottenot (Francuskoj.)
- Alan William James Cousins (Južna Afrika, 1903. – 2001.)
- Philip Herbert Cowell (Engleska, 1870. – 1949.)
- Thomas George Cowling (Engleska, (1906. – 1990.)
- William Crabtree (Engleska, 1610. – 1644.)
- Andrew Claude de la Cherois Crommelin (Engleska, 1865. – 1939.)
- Johann Baptist Cysat (Švicarska, 1586. – 1657.)
- Heber Doust Curtis (SAD, 1872. – 1942.)

## Č
- Čang Heng (Kina, 78. – 139.)
- Gleb Aleksandrovič Čebotarjov (Rusija, 1913. – 1975.)
- Ljudmila Ivanovna Černih (Rusija, 1935. – )
- Nikolaj Stepanovič Černih (Rusija, 1931. – 2004.)
- Ču Čungdži (Kina, 429. – 501.)

## D
- Marie-Charles Damoiseau (Francuskoj, 1768. – 1846.)
- André-Louis Danjon (Francuskoj, 1890. – 1967.)
- Ignazio Danti (Italija, 1536. – 1586.)
- Antoine Darquier de Pellepoix (Francuskoj, 1718. – 1802.)
- Heinrich Louis d'Arrest (Njemačka, 1822. – 1875.)
- Marc Davis (SAD, 1947. – )
- George Howard Darwin (Engleska, 1845. – 1912.)
- William Rutter Dawes (Engleska, 1799. – 1868.)
- Leo Anton Karl de Ball, (Njemačka, Austrija, 1853. – 1916.)
- Henri Debehogne (Belgija, 1924. – )
- John Dee, (Engleska, 1527. – 1608.)
- Annibale de Gasparis (Italija, 1819. – 1892.)
- Jean Baptiste Joseph Delambre (Francuskoj, 1749. – 1822.)
- Warren de la Rue (Engleska, 1815. – 1889.)
- Guidobaldo del Monte (Italija, 1545. – 1607.)
- Charles-Eugène Delaunay (Francuskoj, 1816. – 1872.)
- Jean Delhaye (Francuskoj, 1921. – 2001.)
- Joseph-Nicolas Delisle (Francuskoj, 1688. – 1768.)
- Josip Salomon Delmedigo (1591. – 1655.)
- Gabriel Delmotte (Francuskoj, 1876. – 1950.)
- Eugène Joseph Delporte (Belgija, 1882. – 1955.)
- Audrey C. Delsanti (Francuskoj, 1976. – )
- Ercole Dembowski (Italija, 1812. – 1881.)
- Henri-Alexandre Deslandres (Francuskoj, 1853. – 1948.)
- Thomas Digges (Engleska, 1546. – 1595.)
- Herbert Dingle (SAD, 1890. – 1978.)
- Ewine van Dishoeck (Nizozemska, 1955. – )
- Gabrijel Divjanović (Hrvatska, 1913. – 1991.)
- Nikolaj Ivanovič Dneprovski (Rusija, 1887. – 1944.)
- Audouin Charles Dollfus (Francuskoj, 1924. – )
- Franjo Dominko (Slovenija, 1903. – 1987.)
- Giovanni Battista Donati (Italija, 1826. – 1873.)
- Frank Drake (SAD, 1930. – )
- Henry Draper (SAD, 1837. – 1882.)
- John Dreyer (Danska, Irska, 1852. – 1926.)
- Andrija Dudić (Hrvatska, 1533. – 1589.)
- Raymond Smith Dugan (SAD, 1878. – 1940.)
- Nils Christoffer Dunér (Švedska, 1839. – 1914.)
- James Dunlop (Škotska, Australija, 1793. – 1848.)
- Frank Watson Dyson (Engleska, 1868. – 1939.)

## Đ
- Ignjat Đurđević (Hrvatska, 1675. – 1737.)

## E
- Wallace John Eckert (SAD, 1902. – 1971.)
- Arthur Stanley Eddington (Engleska, 1882. – 1944.)
- Bengt Edlén (Švedska, 1906. – 1993.)
- Eise Eisinga (Nizozemska, 1744. – 1828.)
- Richard Salisbury Ellis (Wales, 1950. – )
- Eric Walter Elst (Belgija.)
- Johann Franz Encke (Njemačka, 1791. – 1865.)
- Eratosten (Aleksandrija, Ptolemejski Egipt, 276. pr. Kr. – 194. pr. Kr.)
- Ernest Benjamin Esclangon (Francuskoj, 1876. – 1954.)
- Thomas Henry Espinell Compton Espin (Engleska, 1858. – 1934.)
- Leonhard Euler (Švicarska, 1707. – 1783.)
- Evdoks (Knida, Mala Azija, 410. pr. Kr. – 347. pr. Kr.)
- John Evershed (Engleska, 1864. – 1956.)
- Evktemon (Grčka, oko 480. pr. Kr. – 410. pr. Kr.)

## F
- Sandra Moore Faber (SAD, 1944. – )
- Andrew Fabian (Engleska, 1948. – )
- David Fabricij (Nizozemska, 1564. – 1617.)
- Johannes Fabricij (Nizozemska, 1587. – 1616.)
- Priscilla Fairfield Bok (SAD, 1896. – 1975.)
- Al-Fargani (Fargana, oko 805. – oko 880.)
- Al-Farisi (Iran, 1267. – 1319.)
- Nicolas Fatio de Duillier (Švicarska, 1664. – 1753.)
- Hervé-Auguste-Etienne-Albans Faye (Francuskoj, 1814. – 1902.)
- Charles Fehrenbach (Francuskoj, 1914. – )
- James Ferguson (Škotska, 1710. – 1776.)
- James Ferguson (Škotska, SAD, 1797. – 1867.)
- Yanga Roland Fernández (Kanada, SAD, 1971. – )
- Walter Ferreri (Italija, 1948. – )
- Vasilij Grigorjevič Fesenkov (Rusija, 1889. – 1972.)
- Filip Opuntski (Grčka, oko 350. pr. Kr.)
- Filolaj (Kroton, 480. pr. Kr. – oko 405. pr. Kr.)
- William Henry Finlay (Južna Afrika, 1849. – 1924.)
- Debra Fischer (SAD.)
- Gabrielle Renaudot Flammarion (Francuskoj, 1877. – 1962.)
- Nicolas Camille Flammarion (Francuskoj, 1842. – 1925.)
- John Flamsteed (Engleska, 1646. – 1719.)
- Honoré Flaugergues (Francuskoj, 1755. – 1830.)
- Williamina Fleming (Škotska, SAD, 1857. – 1911.)
- Kiril Pavlovič Florenski (Rusija, 1915. – 1982.)
- Jean-Henri Focas (Grčka, Francuskoj, 1909. – 1969.)
- Marino Fonović (Hrvatska, 1964. – )
- William Kent Ford mlajši (SAD, 1931. – )
- Jean Bernard Léon Foucault (Francuskoj, 1819. – 1868.)
- Georges Fournier (Francuskoj, 1881. – 1954.)
- Alfred Fowler (Engleska, 1868. – 1940.)
- Ralph Howard Fowler (Engleska, 1889. – 1944.)
- Girolamo Fracastoro (Italija, 1478. – 1553.)
- William Sadler Franks (Engleska, 1851. – 1935.)
- Kenneth Charles Freeman (Australija, 1940. – )
- Jean Frédéric Frenet (Francuskoj, 1816. – 1900.)
- Herbert Friedman (SAD, 1916. – 2000.)
- Regnier Gemma Frisius, (Nizozemska, Belgija, 1508. – 1555.)

## G
- Walter Frederick Gale (Australija, 1865. – 1945.)
- Galileo Galilei (Italija, 1564. – 1642.)
- Johann Gottfried Galle (Njemačka, 1812. – 1910.)
- Jean-Félix Adolphe Gambart (Francuskoj, 1800. – 1836.)
- Pierre Gassendi (Francuskoj, 1592. – 1655.)
- Carl Friedrich Gauss (Njemačka, 1777. – 1855.)
- Tom Gehrels (Nizozemska, SAD, 1925. – 2011.)
- Henry Gellibrand (Engleska, 1597. – 1636.)
- Gemin (Grčka, oko 90. pr. Kr. – oko 20. pr. Kr.)
- Boris Petrovič Gerasimovič (Rusija, 1889. – 1937.)
- Marin Getaldić (Dubrovnik, 1568. – 1626.)
- Michel Giacobini (Francuskoj, 1873. – 1938.)
- Henry Lee Giclas (SAD, 1910. – 2007.)
- David Gill (Škotska, 1843. – 1914.)
- James Melville Gillis (SAD, 1811. – 1865.)
- James Whitbread Lee Glaisher (Engleska, 1848. – 1928.)
- Wilhelm Gliese (Njemačka, 1915. – 1993.)
- Thomas Godfrey (Engleska, 1704. – 1749.)
- Thomas Gold (Austrija, Engleska, SAD, 1920. – 2004.)
- Carl Wolfgang Benjamin Goldschmidt (Njemačka, 1807. – 1851.)
- Hermann Mayer Salomon Goldschmidt (Njemačka, Francuskoj, 1802. – 1866.)
- François Gonnessiat (Francuskoj, 1856. – 1934.)
- John Goodricke (Nizozemska, Engleska, 1764. – 1786.)
- Fritz Goos (Njemačka, 1883. – 1968.)
- Spiridon Gopčević (Leo Brenner.) (Hrvatska, 1855. – 1928.)
- Benjamin Apthorp Gould (SAD, 1824. – 1896.)
- Stjepan Gradić (Hrvatska, 1613. – 1683.)
- Andrew Graham (Irska, 1815. – 1908.)
- Francis Graham-Smith (Engleska, 1923. – )
- Robert Grant (Škotska, 1814. – 1892.)
- Jesse Leonard Greenstein (SAD, 1909. – 2002.)
- David Gregory (Škotska, 1661. – 1708.)
- James Gregory (Škotska, 1638. – 1675.)
- John Grigg (Novi Zeland, 1878. – 1920.)
- Francesco Maria Grimaldi (Italija, 1618. – 1663.)
- Stephen Groombridge (Engleska, 1755. – 1832.)
- Robert Grosseteste (Engleska, oko 1175. – 1253.)
- Walter Grotrian (Njemačka, 1890. – 1954.)
- Paul Guldin (Švicarska, Italija, Austrija, 1577. – 1643.)
- James Edward Gunn (SAD, 1938. – )
- Guo Šoudžing (Kina, 1231. – 1316.)
- Lev Emanujilovič Gurevič (Rusija, 1904. – 1990.)
- Bengt Gustafsson (Švedska, 1943. – )
- Johan August Hugo Gylden (Švedska, 1871. – 1896.)

## H
- John Hadley (Engleska, 1682. – 1744.)
- Johann George Hagen (Austrija, 1847. – 1930.)
- Jusuke Hagihara (Japan, 1897. – 1979.)
- Friedrich von Hahn (Njemačka, 1742. – 1805.)
- Omar Hajam (Perzija, 1048. – 1131.)
- Semjon Emanujilovič Hajkin (Rusija, 1901. – 1968.)
- Alan Hale (SAD, 1958. – )
- George Ellery Hale (SAD, 1868. – 1938.)
- Asaph Hall (SAD, 1829. – 1907.)
- Edmond Halley (Engleska, 1656. – 1742.)
- William Rowan Hamilton (Irska, 1805. – 1865.)
- Peter Andreas Hansen (Danska, Njemačka, 1795. – 1874.)
- Cristoph Hansteen (Norveška, 1784. – 1873.)
- Karl Ludwig Harding (Njemačka, 1765. – 1834.)
- Spiru Haret (Romunija, 1851. – 1912.)
- Frederick James Hargreaves (Engleska, 1891. – 1970.)
- Guillermo Haro (Mehika, 1913. – 1988.)
- Robert George Harrington (SAD, 1904. – 1987.)
- Robert Sutton Harrington (SAD, 1942. – 1993.)
- Thomas Harriot (Engleska, 1560. – 1621.)
- Edward Robert Harrison (Engleska, 1919. – 2007.)
- Martin Otto Harwit (Češka, SAD (1931. – )
- Otto Hermann Leopold Heckmann (Njemačka, 1901. – 1983.)
- Eleanor Francis Helin (SAD, 1932. – 2009.)
- John Hellins (Engleska, 1749. – 1827.)
- Karl Ludwig Hencke (Njemačka, 1793. – 1866.)
- Thomas James Henderson (Škotska, 1798. – 1844.)
- Michel Hénon (Francuskoj, 1931. – 2013.)
- Paul-Pierre Henry (Francuskoj, 1848. – 1905.)
- Prosper Henry (Francuskoj, 1849. – 1903.)
- Louis George Henyey (SAD, 1910. – 1970.)
- Heraklit Pontski (Mala Azija, oko 388. pr. Kr. – 310. pr. Kr.)
- George Howard Herbig (SAD, 1920. – 2013.)
- Carl W. Hergenrother (SAD, 1973. – )
- Paul Herget (SAD, 1908. – 1981.)
- Alexander Stewart Herschel (Engleska, 1836. – 1907.)
- Caroline Lucretia Herschel (Engleska, 1750. – 1848.)
- John Frederick William Herschel (Engleska, 1792. – 1871.)
- William Herschel (Engleska, 1738. – 1822.)
- Ejnar Hertzsprung (Danska, 1873. – 1967.)
- Johannes Hevel (Poljska, Njemačka, 1611. – 1687.)
- Antony Hewish (Engleska, 1924. – )
- Abraham Hija (Španjolska, oko 1070. – oko 1136.)
- George William Hill (SAD, 1838. – 1914.)
- John Russell Hind (Engleska, 1823. – 1895.)
- Arthur Robert Hinks (Engleska, 1873. – 1945.)
- Hiparh (Niceja, oko 190. pr. Kr. – 120. pr. Kr.)
- Hipokrat (Grčka, oko 470. pr. Kr. – 410. pr. Kr.)
- Hipsiklej (Grčka, oko 190. pr. Kr. – 120. pr. Kr.)
- Kijocugu Hirajama (Japan, 1874. – 1943.)
- Gustave-Adolphe Hirn (Francuskoj, 1815. – 1890.)
- Olof Petrus Hjorter (Švedska, 1696. – 1750.)
- Dorrit Hoffleit (SAD, 1907. – )
- Cuno Hoffmeister (Njemačka, 1892. – 1968.)
- Edward Singleton Holden (SAD, 1846. – 1914.)
- Erik Bertil Holmberg (Švedska, 1908. – 2000.)
- Minoru Honda (Japan, 1913. – 1990.)
- Thomas Hornsby (Engleska, 1733. – 1810.)
- Peter Horrebow (Danska, 1679. – 1764.)
- Jeremiah Horrocks (Engleska, 1618. – 1641.)
- Maarten van den Hove (Nizozemska, 1605. – 1639.)
- Fred Hoyle (Engleska, 1915. – 2001.)
- Edwin Powell Hubble (SAD, 1889. – 1953.)
- Gary Hug (SAD.)
- Margaret Lindsay Huggins (Irska, 1848. – 1915.)
- William Huggins (Engleska, 1824. – 1910.)
- Hendrik Christoffel van de Hulst (Nizozemska, 1918. – 2000.)
- Milton Lasell Humason (SAD, 1891. – 1972.)
- Christiaan Huygens (Nizozemska, 1629. – 1695.)
- Yuji Hyakutake (Japan, 1950. – 2002.)
- Josef Allen Hynek (SAD, 1910. – 1986.)

## I
- Tošihiko Ikemura (Japan, oko 1952. – )
- Kaoru Ikeya (Japan, 1943. – )
- Robert Thorburn Ayton Innes (Škotska, 1861. – 1933.)
- Aleksander Aleksandrovič Ivanov (Rusija, 1867. – 1939.)
- Ali Ben Isa (oko 890. – oko 960.)
- I Sin (Kina, 683. – 727.)

## J
- Cyril V. Jackson (Južna Afrika, 1903. – 1988.)
- John Jackson (Škotska, 1887. – 1958.)
- Cornelis de Jager (Nizozemska, 1921. – )
- Jakub ibn Tarik (Bagdad, Abasidski Kalifat, ???. – oko 796.)
- Karl Guthe Jansky (SAD, 1905. – 1950.)
- Pierre Janssen (Francuskoj, 1824. – 1907.)
- James Hopwood Jeans (Engleska, 1877. – 1946.)
- Harold Jeffreys (Engleska, 1891. – 1989.)
- David C. Jewitt (Engleska, 1958. – )
- Ernest Leonard Johnson (Južna Afrika, ????. – oko 1977.)
- Harold Lester Johnson (SAD, 1921. – 1980.)
- Manuel John Johnson, (Engleska, 1805. – 1859.)
- Albert F. A. L. Jones (Novi Zeland, 1920. – )
- Alfred Harrison Joy (SAD, 1882. – 1973.)
- Ibn Junis (Egipt, 950. – 1009.)
- Mario Jurić (Hrvatska, 1979. – )

## K
- Naum Lvovič Kajdanovski (Rusija, 1907. – 2010.)
- Kalip (Grčka, oko 370. pr. Kr. – 300. pr. Kr.)
- Kamalakara (Indija, 1616. – 1700.)
- Peter van de Kamp (Nizozemska, SAD, 1901. – 1995.)
- Jacobus Cornelius Kapteyn (Nizozemska, 1851. – 1922.)
- Nikolaj Semjonovič Kardašov (Rusija, 1932. – )
- Amr-al-Karmani (arabska Španjolska, 970. – 1066.)
- Gijasedin al-Kaši (Timuridski Iran, oko 1370. – 1429.)
- James Edward Keeler (SAD, 1857. – 1900.)
- Kenneth Irwin Kellerman (SAD, 1937. – )
- Robert Kennicutt (SAD, 1951. – )
- Johannes Kepler (Njemačka, 1571. – 1630.)
- Kidinu (Babilon, oko 400. pr. Kr. – 330. pr. Kr.)
- Hisaši Kimura (Japan, 1870. – 1943.)
- Daniel Kirkwood (SAD, 1814. – 1895.)
- Robert Paul Kirshner (SAD, 1949. – )
- Kleomed (Grčka.), oko 120. – oko 190.)
- Kleostrat (Tinedos, oko 500. pr. Kr. – 430. pr. Kr.)
- Ernst Friedrich Wilhelm Klinkerfues (Njemačka, 1827. – 1884.)
- Viktor Knorre (Rusija, 1840. – 1919.)
- Reginald Purdon de Kock (Južna Afrika, 1902. – 1980.)
- Ernst Arnold Kohlschütter (Njemačka, 1883. – 1969.)
- Luboš Kohoutek (Češka, 1935. – )
- Konon (Samos, Grčka.), oko 280. pr. Kr. – 220. pr. Kr.)
- Nikolaj Kopernik (Prusija, 1473. – 1543.)
- Kazimierz Kordylewski (Poljska, 1903. – 1981.)
- Korado Korlević (Hrvatska, 1958. – )
- Sergej Konstantinovič Kostinski (Rusija, 1867. – 1936.)
- Ferdinand Konščak (Hrvatska, 1703. – 1759.)
- Charles Thomas Kowal (SAD, 1940. – 2011.)
- Robert Paul Kraft (SAD, (1927. – 2015.)
- Vladimir Aleksejevič Krat (Rusija, 1911. – 1983.)
- Heinrich Carl Friedrich Kreutz (Njemačka, 1854. – 1907.)
- Oton Kučera (Hrvatska, 1857. – 1931.)
- Gerard Peter Kuiper (Nizozemska, SAD, 1905. – 1973.)
- Friedrich Karl Küstner (Njemačka, 1856. – 1936.)
- Ali Kušči (Timuridski Iran, Osmansko cesarstvo, 1403. – 1474.)
- Jošio Kušida (Japan, 1957. – )
- Kušiar (Irak, 971. – 1029.)
- Peter Kušnirák (Slovačka, 1974. – )
- Nikolaj Kuzanski (Njemačka, 1401. – 1464.)

## L
- Antoine Émile Henry Labeyrie (Francuskoj, 1943. – )
- Nicolas Louis de Lacaille (Francuskoj, 1713. – 1762.)
- Claes-Ingvar Lagerkvist (Švedska, 1944. – )
- Joseph-Louis de Lagrange (Italija, Francuskoj, 1736. – 1813.)
- Philippe de La Hire (Francuskoj, 1640. – 1718.)
- George Lake (SAD, 1953. – )
- Joseph Jérôme Lefrançois de Lalande (Francuskoj, 1732. – 1807.)
- Johann Heinrich Lambert (Francuskoj, Njemačka, 1728. – 1777.)
- Carl Otto Lampland (SAD, 1873. – 1951.)
- Samuel Pierpont Langley (SAD, 1834. – 1906.)
- Michael Florent van Langren (Belgija, 1598. – 1675.)
- Philippe van Lansberge (Nizozemska, 1561. – 1632.)
- Pierre-Simon Laplace (Francuskoj, 1749. – 1827.)
- William Lassell (Engleska, 1799. – 1880.)
- Joseph Jean Pierre Laurent (Francuskoj, ????. – 1900.)
- Kenneth J. Lawrence (SAD, 1964. – )
- Francis Preserved Leavenworth (SAD, 1858. – 1928.)
- Henrietta Swan Leavitt (SAD, 1868. – 1921.)
- Paul Ledoux (Belgija, 1914. – 1988.)
- Guillaume-Joseph-Hyacinthe-Jean-Baptiste Le Gentil (Francuskoj, 1725. – 1792.)
- Georges Lemaître (Belgija, 1894. – 1966.)
- Pierre Lemonnier (Francuskoj, 1675. – 1757.)
- Pierre Charles Le Monnier (Francuskoj, 1715. – 1799.)
- Nicole-Reine Etable de la Briere Hortense Lepaute (Francuskoj, 1723. – 1788.)
- Armin Otto Leuschner (SAD, Njemačka, 1868. – 1953.)
- Urbain-Jean Joseph Le Verrier (Francuskoj, 1811. – 1877.)
- Anders Johan Lexell (Švedska, Rusija, 1740. – 1784.)
- Li Čungfeng (Kina, 602. – 670.)
- Emmanuel Liais (Francuskoj, 1826. – 1900.)
- Luigi Ghiraldi Lilio (Italija, 1510. – 1576.)
- Douglas N. C. Lin (SAD, 1949. – )
- Bertil Lindblad (Švedska, 1895. – 1965.)
- Bernhard von Lindenau (Njemačka, 1780. – 1854.)
- Anders Lindstedt (Švedska, 1854. – 1939.)
- Jurij Naumovič Lipski (Rusija, 1909. – 1978.)
- Joseph Johann von Littrow (Austrija, 1781. – 1840.)
- Karl Ludwig von Littrow (Austrija, 1811. – 1877.)
- Joseph Norman Lockyer (Engleska, 1836. – 1920.)
- Maurice Loewy (Austrija, Francuskoj, 1833. – 1907.)
- Malcom Sim Longair (Škotska, 1941. – )
- Christen Longberg (Danska, 1562. – 1647.)
- Bernard Lovell (Engleska, 1913. – 2012.)
- Frank James Low (SAD, 1933. – 2009.)
- Andrew Lowe (Kanada, 1959. – )
- Percival Lowell (SAD, 1855. – 1916.)
- John William Lubbock (Engleska, 1803. – 1865.)
- Knut Emil Lundmark (Švedska, 1889. – 1958.)
- Karl Theodor Robert Luther (Njemačka, 1822. – 1900.)
- Willem Jacob Luyten (Nizozemska, SAD, 1899. – 1994.)
- Bernard Ferdinand Lyot (Francuskoj, 1897. – 1952.)
- Raymond Arthur Lyttleton (Engleska, 1911. – 1995.)

## M
- Adriaan van Maanen (SAD, 1884. – 1946.)
- Donald Edward Machholz (SAD, 1952. – )
- John Machin (Engleska, oko 1686. – 1751.)
- Johann Heinrich Mädler (Njemačka, 1794. – 1874.)
- Michael Maestlin (Njemačka, 1550. – 1631.)
- Paolo Maffei (Italija, 1926. – )
- Robert Main (Engleska, 1808. – 1878.)
- Jean-Jacques Dortous de Mairan (Francuskoj, 1678. – 1771.)
- al-Majriti (arabska Španjolska, ????. – oko 1007.)
- Dimitrij Dimitrijevič Maksutov (Rusija, 1896. – 1964.)
- Charles Malapert (Belgija, 1581. – 1630.)
- David Malin (Australija, Engleska, 1941. – )
- Gunnar Malmquist (Švedska, 1893. – 1982.)
- Abu Nasr Mansur (Gasna, 970. – 1036.)
- Giacomo Filippo Maraldi (Italija, Francuskoj, 1665. – 1729.)
- Giovanni Domenico Maraldi (Italija, Francuskoj, 1709. – 1788.)
- Geoffrey Marcy (SAD, 1954. – )
- Simon Marij (Njemačka, 1573. – 1624.)
- Brian Geoffrey Marsden (Engleska, 1937. – )
- Albert Marth (Njemačka, 1828. – 1897.)
- Nevil Maskelyne (Engleska, 1732. – 1811.)
- Charles Mason (Engleska, SAD, 1730. – 1787.)
- Claude-Louis Mathieu (Francuskoj, 1783. – 1875.)
- Janet Akyüz Mattei (Turčija, SAD, 1943. – 2004.)
- Edward Walter Maunder (Engleska, 1851. – 1928.)
- Pierre-Louis Moreau de Maupertuis (Francuskoj, 1698. – 1759.)
- Alain Maury (Francuskoj.)
- Antonia Maury (SAD, 1866. – 1952.)
- Tobias Mayer (Njemačka, 1723. – 1762.)
- Michel Mayor (Švicarska, 1942. – )
- Marshall McCall (SAD.)
- William Hunter McCrea (Irska, Engleska, 1904. – 1999.)
- Christopher McKee (SAD, 1942. – )
- Pierre-François-André Méchain (Francuskoj, 1744. – 1804.)
- Aden Baker Meinel (SAD, 1922. – )
- John Edward Mellish (SAD, 1886. – 1970.)
- Philibert Jacques Melotte (Engleska, 1880. – 1961.)
- Menelaj (Aleksandrija, oko 70. – oko 140.)
- Donald Howard Menzel (SAD, 1901. – 1976.)
- Nicholas Mercator (Njemačka, oko 1620. – 1687.)
- Paul Willard Merrill (SAD, 1887. – 1961.)
- Charles Messier (Francuskoj, 1730. – 1817.)
- Leon Mestel (Engleska, 1927. – 2017.)
- Joel Hastings Metcalf (SAD, 1866. – 1925.)
- Adriaan Metius (Nizozemska, 1571. – 1635.)
- Meton (Grčka, oko 470. pr. Kr. – oko 400. pr. Kr.)
- John Michell (Engleska, 1724. – 1793.)
- Aleksander Aleksandrovič Mihajlov (Rusija, 1888. – 1983.)
- Milutin Milanković (Srbija, 1879. – 1958.)
- Jakob Milich (Njemačka, 1501. – 1559.)
- Dayton Clarence Miller (SAD, 1866. – 1941.)
- William Allen Miller (Engleska, 1817. – 1870.)
- Elia Millosevich (Italija, 1848. – 1919.)
- Nikola Miličević (Hrvatska, 1887. – 1963.)
- Rudolph Minkowski (Njemačka, SAD, 1895. – 1976.)
- Marcel Gilles Jozef Minnaert (Belgija, 1893. – 1970.)
- Ormbsy McKnight Mitchel (SAD, 1809. – 1862.)
- Maria Mitchell (SAD, 1818. – 1889.)
- Samuel Alfred Mitchell (SAD, 1874. – 1960.)
- August Ferdinand Möbius (Njemačka, 1790. – 1868.)
- Johan Maurits Mohr (Nizozemska Indija, 1716. – 1775.)
- Didrik Magnus Axel Möller (Švedska, 1830. – 1896.)
- Jacques Leibax Montaigne, (Francuskoj, 1716. – 1785?.)
- Geminiano Montanari (Italija, 1633. – 1687.)
- Patrick Moore (Engleska, 1923. – 2012.)
- William Wilson Morgan (SAD, 1906. – 1994.)
- Amédée Mouchez (Francuskoj, 1821. – 1892.)
- Forest Ray Moulton (SAD, 1872. – 1952.)
- Antonín Mrkos (Češka, 1918. – 1996.)
- John Mudge (Engleska, 1721. – 1793.)
- Osamu Muramacu (Japan, 1949. – )
- Jean de Muris (Francuskoj, 1290. – 1351.)

## N
- Naburimani (Babilonija, oko 560. pr. Kr. – 480. pr. Kr.)
- Al-Najrizi (Iran, oko 865. – oko 992.)
- James Nasmyth (Škotska, 1808. – 1890.)
- Jerry Earl Nelson (SAD, 1944. – )
- Jordan Nemorarij (Njemačka, oko 1170. – 1237.)
- Gerald Neugebauer (SAD, 1932. – )
- Otto Eduard Neugebauer (Austrija, SAD, 1899. – 1990.)
- Grigorij Nikolajevič Neujmin (Rusija, 1886. – 1946.)
- Simon Newcomb (Kanada, SAD, 1835. – 1909.)
- Isaac Newton (Engleska, 1643. – 1727.)
- John Pringle Nichol (Škotska, 1804. – 1859.)
- Seth Barnes Nicholson (SAD, 1891. – 1963.)
- Peter Nilson (Švedska, 1937. – 1998.)
- Domenico Maria de Novara (Italija, 1454. – 1504.)
- Magnus Nyrén (Švedska, 1837. – 1921.)

## O
- Oinopid (Grčka, oko 490. pr. Kr. – oko 420. pr. Kr.)
- Tarmo Oja (Švedska, 1934. – )
- Heinrich Wilhelm Mathias Olbers (Njemačka, 1758. – 1840.)
- Jan Hendrik Oort (Nizozemska, 1900. – 1992.)
- Ernst Julius Öpik (Estonija, 1893. – 1985.)
- Samuel Oppenheim (Austrija, 1857. – 1928.)
- Theodor von Oppolzer (Austrija, 1841. – 1886.)
- Nicole Oresme (Francuskoj, 1323. – 1382.)
- Donald Edward Osterbrock (SAD, 1924. – 2007.)
- Liisi Oterma (Finska, 1915. – 2001.)
- William Oughtred (Engleska, 1575. – 1660.)

## P
- Bohdan Paczyński (Poljska, SAD, 1940. – 2007.)
- Ľudmila Pajdušáková (Slovačka, 1916. – 1979.)
- Johann Palisa (Austrija, 1848. – 1925.)
- Antonie Pannekoek (Nizozemska, 1873. – 1960.)
- Janus Pannonius (Hrvatska, 1434. – 1472.)
- John Stefanos Paraskevopoulos (Grčka, Južna Afrika, 1889. – 1951.)
- Jurij Nikolajevič Parijski (Rusija, 1932. – )
- Nikolaj Nikolajevič Parijski (Rusija, 1900. – 1996.)
- Ivan Paskvić (Hrvatska, Mađarska, 1754. – 1829.)
- André Patry (Francuskoj, 1902. – 1960.)
- Cecilia Payne-Gapoškin (SAD, 1900. – 1979.)
- John Andrew Peacock (Engleska, 1956. – )
- William Pearson (Engleska, 1767. – 1847.)
- Francis Gladheine Pease (SAD, 1881. – 1938.)
- Philip James Edwin Peebles (Kanada, SAD, 1935. – )
- Benjamin Peirce (SAD, 1809. – 1880.)
- Nicolas-Claude Fabri de Peiresc (Francuskoj, 1580. – 1637.)
- Leslie Copus Peltier (SAD, 1900. – 1980.)
- Julien Péridier (Francuskoj, 1882. – 1967.)
- Andrej Perlah (Slovenija, 1490. – 1551.)
- Charles Dillon Perrine (Argentina, SAD, 1867. – 1951.)
- Henri Joseph Anastase Perrotin (Francuskoj, 1845. – 1904.)
- Carl Friedrich Wilhelm Peters (Njemačka, 1849. – 1894.)
- Christian August Friedrich Peters (Njemačka, 1806. – 1880.)
- Christian Heinrich Friedrich Peters (Njemačka, SAD, 1813. – 1890.)
- Edison Pettit (SAD, 1889. – 1962.)
- Georg Aunpekh von Peurbach (Austrija, 1423. – 1461.)
- Johann Wilhelm Andreas Pfaff (Njemačka, 1774. – 1835.)
- Theodore Evelyn Reece Phillips (Engleska, 1868. – 1942.)
- Giuseppe Piazzi (Italija, 1746. – 1826.)
- Jean-Felix Picard (Francuskoj, 1620. – 1682.)
- Luc Picart (Francuskoj, 1867. – 1956.)
- Edward Charles Pickering (SAD, 1846. – 1919.)
- William Henry Pickering (SAD, 1858. – 1938.)
- Đuro Pilar (Hrvatska, 1846. – 1893.)
- Piteas (Grčka, oko 340. pr. Kr. – oko 270. pr. Kr.)
- Phil Plait (SAD, 1964. – )
- Giovanni Antonio Amedeo Plana (Italija, 1781. – 1864.)
- Harry Hemley Plaskett (Kanada, 1893. – 1980.)
- John Stanley Plaskett (Kanada, 1865. – 1941.)
- Norman Robert Pogson (Engleska, 1829. – 1891.)
- Grzegorz Pojmański (Poljska, 1959. – )
- Ilijodor Ivanovič Pomerancev (Rusija, 1847. – 1921.)
- John Pond (Engleska, 1767. – 1836.)
- Jean-Louis Pons (Francuskoj, 1761. – 1831.)
- Posidonij (Grčka, oko 135. pr. Kr. – 51. pr. Kr.)
- Karl Rudolph Powalky (Njemačka, SAD, 1817. – 1881.)
- Charles Pritchard (Engleska, 1808. – 1893.)
- Richard Anthony Proctor (Engleska, 1837. – 1888.)
- Erik Prosperin (Švedska, 1739. – 1803.)
- Milorad B. Protić (Srbija, 1910. – 2001.)
- Klavdij Ptolemej (Rimski Egipt, oko 85. – 165.)
- Pierre Henri Puiseux (Francuskoj, 1855. – 1928.)
- Victor Alexandre Puiseux (Francuskoj, 1820. – 1883.)

## Q
- Didier Queloz (Švicarska, 1966. – )
- Lambert Adolphe Jacques Quételet (Belgija, 1796. – 1874.)

## R
- Rodolphe Radau (Francuskoj, 1835. – 1911.)
- Pavla Ranzinger (Slovenija, 1933. – )
- Matthew Raper (Engleska, 1705. – 1778.)
- Georges Antoine Pons Rayet (Francuskoj, 1839. – 1906.)
- Grote Reber (SAD, 1911. – 2002.)
- Regiomontan (Johannes Müller.) (Njemačka, 1436. – 1476.)
- Erasmus Reinhold (Prusija, Njemačka, 1511. – 1553.)
- Grote Reber (SAD, 1911. – 2002.)
- Martin John Rees (Engleska, 1942. – )
- Lorenzo Respighi (Italija, 1824. – 1889.)
- Karl Wilhelm Reinmuth (Njemačka, 1892. – 1979.)
- Johann Georg Repsold (Njemačka, 1770. – 1830.)
- Georg Joachim Lauchen von Retij (Njemačka, 1514. – 1574.)
- Giovanni Battista Riccioli (Italija, 1598. – 1671.)
- Jean Richer (Francuskoj, 1630. – 1696.)
- Richard van der Riet Woolley (Engleska, 1906. – 1986.)
- Stephen Peter Rigaud (Engleska, 1774. – 1839.)
- Fernand Rigaux (Belgija, 1906. – 1962.)
- Isaac Roberts (Wales, 1829. – 1904.)
- Abraham Robertson (Škotska, 1751. – 1826.)
- John Thomas Romney Robinson (Irska, 1792. – 1882.)
- Édouard Albert Roche (Francuskoj, 1820. – 1883.)
- Ole Christensen Rømer (Danska, 1644. – 1710.)
- Otto August Rosenberger (Njemačka, 1800. – 1890.)
- Frank Elmore Ross (SAD, 1874. – 1960.)
- William Parsons Rosse (Engleska, Irska, 1800. – 1867.)
- Gilbert Rougier (Francuskoj, 1886. – 1947.)
- Henry Augustus Rowland (SAD, 1848. – 1901.)
- Slavko Rozgaj (Hrvatska, 1895. – 1978.)
- Vera Cooper Rubin (SAD, 1928. – 2016.)
- Karl Ludwig Christian Rümker (Njemačka, Engleska, 1788. – 1862.)
- Henry Norris Russell (SAD, 1877. – 1957.)
- Barbara Sue Ryden (SAD.)
- Martin Ryle (Engleska, 1918. – 1984.)

## S
- Edward Sabine (Irska, Engleska, 1788. – 1883.)
- Johannes de Sacrobosco (Engleska, oko 1195. – oko 1256.)
- Carl Sagan (SAD, 1934. – 1996.)
- Allan Rex Sandage (SAD, 1926. – 2010.)
- Ralph Allen Sampson (Engleska, 1866. – 1939.)
- Hendricus Gerardus van de Sande Bakhuyzen (Nizozemska, 1838. – 1923.)
- Wallace Leslie William Sargent (Engleska, SAD, 1935. – 2012.)
- Alexandre Schaumasse (Francuskoj, 1882. – 1958.)
- Christoph Scheiner (Njemačka, 1575. – 1650.)
- Heinrich Ferdinand Scherk (Njemačka, 1798. – 1885.)
- Giovanni Virginio Schiaparelli (Italija, 1835. – 1910.)
- Frank Schlesinger (SAD, 1871. – 1943.)
- Bernhard Voldemar Schmidt (Estonija, Švedska, Njemačka, 1879. – 1935.)
- Johann Friedrich Julius Schmidt (Njemačka, 1825. – 1884.)
- Maarten Schmidt (Nizozemska, SAD, 1929. – )
- Alfred Schmitt (Francuskoj, 1907. – 1972.)
- Robert Andrew Schommer (SAD, 1946. – 2001.)
- Johannes Schöner (Njemačka, 1477. – 1547.)
- Johann Hieronymus Schröter (Njemačka, 1746. – 1816.)
- Lipót Schulhof (Mađarska, 1874. – 1921.)
- Heinrich Christian Schumacher (Njemačka, 1780. – 1850.)
- Hans-Emil Schuster (Njemačka, 1934. – )
- Samuel Heinrich Schwabe (Njemačka, 1789. – 1875.)
- Karl Schwarzschild (Njemačka, 1873. – 1916.)
- Martin Schwarzschild (Njemačka, SAD, 1912. – 1997.)
- Friedrich Karl Arnold Schwassmann (Njemačka, 1870. – 1964.)
- Ruby Payne Scott (Australija, 1912. – 1981.)
- James Vernon Scotti (SAD, 1960. – )
- Sara Seager (Kanada, SAD, 1971. – )
- Frederick Hanley Seares (SAD, 1873. – 1964.)
- George Mary Searle (SAD, 1839. – 1918.)
- Michael John Seaton (Engleska, 1923. – 2007.)
- Pietro Angelo Secchi (Italija, 1818. – 1878.)
- Hugo von Seeliger (Njemačka, 1849. – 1924.)
- Jean-François Séguier (Francuskoj, 1703. – 1784.)
- Cutomu Seki (Japan, 1930. – )
- Selevk (Selevkija, oko 190. pr. Kr. – )
- Joseph-Alfred Serret (Francuskoj, 1819. – 1885.)
- Carl Keenan Seyfert (SAD, 1911. – 1960.)
- Harlow Shapley (SAD, 1885. – 1972.)
- Scott Sander Sheppard (SAD, 1977. – )
- Carolyn Jean Spellmann Shoemaker (SAD, 1929. – )
- Eugene Merle Shoemaker (SAD, 1928. – 1997.)
- James Short (Škotska, Engleska, 1710. – 1768.)
- Frank Hsia-San Shu (SAD, 1943. – )
- George Shuckburgh-Evelyn (Engleska, 1751. – 1804.)
- Joseph Silk (SAD, 1943. – )
- Rašid Alijevič Sjunjajev (Rusija, 1943. – )
- Brian A. Skiff (SAD.)
- Joseph Silk (Engleska, 1942. – )
- Savai Džai Singh II. (Indija, 1686. – 1743.)
- Willem de Sitter (Nizozemska, 1872. – 1934.)
- Charlotte Moore Sitterly (SAD, 1898. – 1990.)
- John Francis Skjellerup (Australija, Republika Južna Afrika, 1875. – 1952.)
- Earl Charles Slipher (SAD, 1883. – 1964.)
- Vesto Melvin Slipher (SAD, 1875. – 1969.)
- Tamara Mihajlovna Smirnova (Rusija, 1918. – 2001.)
- William Henry Smyth (Engleska, 1788. – 1865.)
- Willebrord Snell van Royen (Nizozemska, 1580. – 1626.)
- Jan Śniadecki (Poljska, 1756. – 1830.)
- Johann Georg von Soldner (Njemačka, 1776. – 1833.)
- Sosigen (Ptolemejski Egipt, oko 90. pr. Kr. – oko 20. pr. Kr.)
- Sosigen Peripatetik (Grčka, oko 150.)
- Timothy Bruce Spahr (SAD.)
- James South (Engleska, 1785. – 1867.)
- Harold Spencer Jones (Engleska, 1890. – 1960.)
- Lyman Strong Spitzer mlajši (SAD, 1914. – 1997.)
- Friedrich Wilhelm Gustav Spörer (Njemačka, 1822. – 1895.)
- Sporos (Nikeja, oko 240. – 300.)
- Stefano Sposetti (Švicarska, 1958. – )
- Erland Myles Standish (SAD, 1939. – )
- Anton Staus (Njemačka, 1872. – 1955.)
- William Herbert Steavenson (Engleska, 1894. – 1975.)
- Joel Stebbins (SAD, 1878. – 1966.)
- Aleksander Vladimirovič Stepanov (Rusija.)
- Édouard Jean-Marie Stephan (Francuskoj, 1837. – 1923.)
- David J. Stevenson (Novi Zeland, SAD, 1948. – )
- Johannes Stöffler (Njemačka, 1452. – 1531.)
- Clifford Stoll (SAD, 1950. – )
- Edward James Stone (Engleska, 1831. – 1897.)
- Mårten Strömer (Švedska, 1707. – 1770.)
- Bengt Strömgren (Danska, 1908. – 1987.)
- Svante Elis Strömgren (Švedska, Danska, 1870. – 1947.)
- Friedrich Georg Wilhelm von Struve (Njemačka, Rusija, 1793. – 1864.)
- Karl Hermann Struve (Rusija, Njemačka, 1854. – 1920.)
- Ljudvig Ottovič Struve (Rusija, 1858. – 1920.)
- Otto Struve (Rusija, SAD, 1897. – 1963.)
- Otto Vasiljevič Struve (Rusija, 1819. – 1905.)
- Sudin (Babilon, oko 240. pr. Kr.)
- Karl Frithof Sundman (Finska, 1873. – 1949.)
- Ivan Sušnik (Slovenija, 1854. – 1942.)
- Edward D. Swift (SAD, 1871. – ????.)
- Lewis A. Swift (SAD, 1820. – 1913.)
- Ignacije Szentmartony (Hrvatska, 1710. – 1793.)

## Š
- Grigorij Abramovič Šajn (Rusija, 1892. – 1956.)
- Pelageja Fjodorovna Šajn (Rusija, 1894. – 1956.)
- Lenka Šarounová (Češka, 1973. – )
- Ibn aš-Šatir (Sirija, 1304. – 1375.)
- Jan Šindel (Češka, 1370. – 1443.)
- Josip Samujilovič Šklovski (Rusija, 1916. – 1985.)
- Vladimir Georgiev Škodrov (Bolgarija, 1930. – )
- Tigran Aramovič Šmaonov (Rusija.)
- Otto Juljevič Šmidt (Rusija, 1891. – 1956.)
- Pavel Karlovič Šternberg (Rusija, 1865. – 1920.)

## T
- Tabit ibn Kora (Haranski Kalifat, 826. – 901.)
- Taki al-Din (Sirija, Osmansko Carstvo, 1526. – 1585.)
- Tales (Milet, Mala Azija, oko 635. pr. Kr. – oko 543. pr. Kr.)
- Gustav Andreas Tammann (Njemačka, 1932. – )
- Jasuo Tanaka (Japan, 1931. – 2018.)
- Georg Tannstetter (Austrija, 1482. – 1535.)
- Kiril Nikolajevič Tavastšerna (Rusija, 1921. – 1982.)
- Joseph Hooton Taylor mlajši (SAD, 1941. – )
- John Tebbutt (Australija, 1834. – 1916.)
- Ernst Wilhelm Leberecht Tempel (Njemačka, 1821. – 1889.)
- Erik Tengström (Švedska, 1913. – 1996.)
- Teodozij (Grčka, oko 130. pr. Kr. – oko 60. pr. Kr.)
- Teon I. (Smirene, Grčka, oko 90. – oko 160.)
- Teon II. (Aleksandrija, Egipt, oko 335. – oko 405.)
- Thorvald Nicolai Thiele (Danska, 1838. – 1910.)
- John Macon Thome (SAD, Argentina, 1843. – 1908.)
- Jana Tichá, (Češka, 1965. – )
- Miloš Tichý, (Češka, 1966. – )
- Gavril Adrijanovič Tihonov (Rusija, 1875. – 1950.)
- Timoharis (Grčka, oko 320. pr. Kr. – oko 260. pr. Kr.)
- François Félix Tisserand (Francuskoj, 1848. – 1896.)
- Johann Daniel Titius (Njemačka, 1729. – 1796.)
- Clyde William Tombaugh (SAD, 1906. – 1997.)
- Ivan Tomec (Slovenija, 1880. – 1950.)
- Étienne Léopold Trouvelot (Francuskoj, 1827. – 1895.)
- Robert Julius Trumpler (Švicarska, SAD, 1886. – 1956.)
- Herbert Hall Turner (Engleska, 1861. – 1930.)
- Nasir at-Tusi (Abasidski Kalifat, 1201. – 1274.)
- Charles Wesley Tuttle (SAD, 1829. – 1881.)
- Horace Parnell Tuttle (SAD, 1839. – 1923.)

## U
- Antonio de Ulloa (Španjolska, 1716. – 1795.)
- Ulug Beg (Timuridski Iran, 1394. – 1449.)
- Albrecht Otto Johannes Unsöld (Njemačka, 1905. – 1995.)
- Takeši Urata (Japan, 1947. – 2012.)
- Ivan Ureman (Hrvatska, 1583. – 1621.)

## V
- Yrjö Väisälä (Finska, 1891. – 1971.)
- Jean Elias Benjamin Valz (Francuskoj, 1787. – 1867.)
- Esko Valtaoja (Finska, 1951. – )
- Mauri Valtonen (Finska.)
- George Van Biesbroeck (Belgija, SAD, 1880. – 1974.)
- Sidney van den Bergh (Nizozemska, Kanada, (1929. – )
- Cornelis Johannes van Houten (Nizozemska, 1920. – 2002.)
- Ingrid van Houten-Groeneveld (Nizozemska, 1921. – 2015
- Antoinette de Vaucouleurs (Francuskoj, SAD, 1921. – 1987.)
- Gérard Henri de Vaucouleurs (Francuskoj, SAD, 1918. – 1995.)
- Francesco de Vico (Italija, 1805. – 1848.)
- Yvon Villarceau (Francuskoj, 1813. – 1883.)
- Samuel Vince (Engleska, 1749. – 1821.)
- Ivan Vitez Sredniški (Hrvatska 1405/08. – 1472.)
- Hermann Carl Vogel (Njemačka, 1841. – 1907.)
- Johann Henrich Voigt (Njemačka, 1613. – 1691.)
- Boris Aleksandrovič Voroncov-Veljaminov (Rusija, 1904. – 1994.)
- Vladis Vujnović (Hrvatska, 1933. – )

## W
- Arthur Arno Wachmann (Njemačka, 1902. – 1990.)
- Åke Wallenquist (Švedska, 1904. – 1994.)
- Seth Ward (Engleska, 1617. – 1689.)
- Pehr Wilhelm Wargentin (Švedska, 1717. – 1783.)
- James Craig Watson (SAD, 1838. – 1880.)
- Chester Burleigh Watts (SAD, 1889. – 1971.)
- Thomas William Webb (Engleska, 1807. – 1885.)
- Godefroy Wendelin (Belgija, 1580. – 1667.)
- Alfred Lothar Wegener (Njemačka, 1863. – 1932.)
- Nigel Oscar Weiss (Južna Afrika, 1936. – )
- Richard Martin West (Danska, 1941. – )
- Fred Lawrence Whipple (SAD, 1906. – 2004.)
- Albert Edward Whitford (SAD, 1905. – 2002.)
- Sarah Frances Whiting (SAD, 1847. – 1927.)
- John Paul Wild (Australija, 1923. – 2008.)
- Paul Wild (Švicarska, 1925. – 2014.)
- Arthur Stanley Williams (Engleska, 1861. – 1938.)
- Albert George Wilson (SAD, 1918. – 2012.)
- Olin Chaddock Wilson (SAD, 1909. – 1994.)
- Joseph Winlock (SAD, 1826. – 1875.)
- Friedrich August Theodor Winnecke (Njemačka, 1835. – 1897.)
- John Winthrop (SAD, 1714. – 1779.)
- Carl Alvar Wirtanen (SAD, 1910. – 1990.)
- Carl Wilhelm Wirtz (Njemačka, 1876. – 1939.)
- Carl Gustav Witt (Danska, 1866. – 1946.)
- Charles Joseph Étienne Wolf (Francuskoj, 1827. – 1918.)
- Max Franz Joseph Cornelius Wolf (Njemačka, 1863. – 1932.)
- Rudolf Johann Wolf (Švicarska, 1816. – 1893.)
- Arnold Wolfendale (Engleska, 1927. – )
- Aleksander Wolszczan (Poljska, 1946. – )
- Christopher Wren (Engleska, 1632. – 1723.)
- Thomas Wright (Engleska, 1711. – 1786.)
- William Hammond Wright (SAD, 1871. – 1959.)
- John Wrottesley (Engleska, 1798. – 1867.)
- Johann Philipp von Wurzelbauer (Njemačka, 1651. – 1725.)

## Y
- William Kwong Yu Yeung  (Kina, Kanada, SAD, 1960. – )
- Charles Augustus Young (SAD, 1834. – 1908.)

## Z
- Franz Xaver von Zach (Njemačka, 1754. – 1832.)
- Abraham Zacuto (Portugalska, 1450. – 1510.)
- Francesco Zagar (Hrvatska, Italija, 1900. – 1976.)
- al-Zarkali (Španjolska, 1028. – 1087.)
- Feliks Jurjevič Zigel (Rusija, 1920. – 1988.)
- Johann Karl Friedrich Zöllner (Njemačka, 1834. – 1882.)
- Niccolò Zucchi (Italija, 1586. – 1670.)
- Ivan Luka Zuzorić (Hrvatska, 1716. – 1746.)
- Fritz Zwicky (Švicarska, SAD, 1898. – 1974.)
- Tomaž Zwitter (Slovenija, 1961. – )

## Ž
- Aleksander Markelovič Ždanov (Rusija, 1858. – 1914.)
- Venjamin Pavlovič Žehovski (Rusija, Francuskoj, 1881. – 1953.)
- Ljudmila Vasiljevna Žuravljova (Ukrajina)